# بيتار أنجيلوف (كرة يد)
بيتار أنجيلوف مواليد 8 مارس 1977، هو لاعب كرة يد مقدوني يلعب كحارس مرمى. مثل منتخب مقدونيا لكرة اليد.

## سجل المنافسة
شارك في البطولات التالية:
- بطولة العالم لكرة اليد للرجال 2015
- بطولة أوروبا لكرة اليد للرجال 2012
- بطولة أوروبا لكرة اليد للرجال 2014

## روابط خارجية
- بيتار أنجيلوف على موقع الاتحاد الأوروبي لكرة اليد (الإنجليزية)
- بيتار أنجيلوف على موقع الاتحاد الفرنسي لكرة اليد (الفرنسية)